# Пацифички рат
* Уколико сте тражили чланак о сукобу Јапана и савезничких снага у Другом светском рату, погледајте: Рат на Пацифику
Пацифички рат (шп. Guerra del Pacífico) је рат између Чилеа и уједињених војних снага Боливије и Перуа, вођен од 1879. до 1883. У рату, Чиле је освојио значајну територију богату рудама минерала. Анектирао је перуанску провинцију Тарапака и боливијску Приморску провинцију, чиме је Боливија остала без излаза на море. Накнадно је и провинција Арика додељена Чилеу.

## Узроци избијања рата
Пацифички рат је избио због сукоба Чилеа и Боливије око контроле над простором пустиње Атакама на обали Пацифика. Ово подручје је богато рудама минерала које су експлоатисале чилеанске компаније подржане британским капиталом. Боливијска влада је покушала да подигне порезе и искористи раст прихода од рударства, што је довело до сукоба. Неки историчари су указивали на дубље узроке порекла рата, као што је интересовање Чилеа и Перуа за посао са нитратима, дуготрајно ривалство између Чилеа и Перуа за регионалну хегемонију, као и политичке и економске разлике између стабилности Чилеа и нестабилност Перуа и Боливије.
Већина радника у рударској индустрији су били Чилеанци. Они су сматрали да је повећање пореза неоправдано и тражили су да власти Чилеа интервенишу. То је довело до дипломатске кризе и рата, који је у рат увукао и Перу због његовог тајног савеза са Боливијом.
Дана 14. фебруара 1879, чилеанска војска је без борбе заузела град Антофагаста.

## Ратне операције
Од почетка рата је било јасно да је поморска превласт на океану од кључног значаја. Боливија није имала морнарицу, док је Перу имао два оклопна брода, Уаскар и Индепенденција. Чиле је имао боље припремљену морнарицу са 2 оклопна брода и 4 корвете.
После мање Битке код Топатера, 23. марта 1879, није било борбе на копну до завршетка поморске фазе рата.

### Поморска фаза рата
Чилеанска морнарица је блокирала и бомбардовала перуанске луке у очекивању да ће испровоцирати слабију перуанску морнарицу да уђе у одлучујући двобој.
Перуанска морнарица је узвратила блокадом чилеанских лука, чувајући се од отвореног сукоба са чилеанским бродовима.
У првом великом сукобу, поморској Бици код Икикеа, која се одиграла 21. маја 1879, перуански бродови су пробили чилеанску блокаду Икикеа. Брод Уаскар је потопио чилеански дрвену корвету Есмералда, док је перуански брод Индепенденција насукан. 
Капетан Есмералде, Артуро Прат, постао је национални херој Чилеа, јер је погинуо јуришајући на Уаскар када је овај ударио на његов брод. Перуански капетан Уаскара, Мигел Грау, такође је стекао високу репутацију и чин контраадмирала. Не само што је победио у сукобу, већ је спасао преживеле са Есмералде и написао писмо саучешћа удовици капетана Прата. Али, Уаскар је остао једини перуански брод способан за борбу.
Током наредних 6 месеци, брод Уаскар је сам одолевао чилеанској морнарици и још нападао чилеанске луке. Уз то, потопио је 16 чилеанских бродова, и заробио неколико других.
Чилеанска морнарица је коначно, у акцији 6 бродова, онеспособила и заузела Уаскар у бици код Ангамоса, 8. октобра 1879. У овој бици је погинуо адмирал Грау.
Заузимањем Уаскара, Чиле је обезбедио превласт на мору до краја рата.

### Копнена фаза рата
Након победе на океану, чилеанска војска је почела копнени напад на Перу. Боливијска војска се придружила перуанској у одбрани, али се показала као непоуздан савезник. 
Чилеанска армија је била надмоћна у већини окршаја. После победе у биткама код Сан Франсиска (19. новембра 1879) и „Битке завршетка савезништва“ (Batalla del Alto de la Alianza, 26. маја 1880), Боливија је одустала од рата, перуанска војска је практично била уништена, а Чиле је заузео јужне провинције Перуа.
Чилеанске снаге су 7. јуна 1880, у крвавој Бици код Арике заузеле овај перуански град. У тој борби је погинуло 479 чилеанских и скоро 900 перуанских војника.
Октобра 1880, Сједињене Америчке Државе су покушале да дипломатски разреше овај сукоб. Представници Чилеа, Боливије и Перуа су се састали на америчком броду у заливу Арике, али су дипломате Перуа и Боливије одбили да признају територијалне губитке и напустили су преговоре.
Чилеанска војска је у јануару 1881, кренула у марш према престоници Перуа, Лими. Остаци перуанске војске и наоружани цивили Перуа нису успели да се супротставе инвазији. Чилеански војници су заузели град, и притом опљачкали становништво да би осигурали своја примања. У апсурдној ситуацији, политичари у Чилеу нису били заинтересовани да обезбеде плату за армију која се борила далеко од Чилеа.
Иако надмоћна, армија Чилеа није успела да потпуно покори широки простор Перуа. Отпор Перуанаца је подржавала влада САД. Чилеанци су у бици код Уамачука, јула 1883, поразиле перуански покрет отпора, што је утрло пут потписивању мировног уговора исте године.

## Последице рата
Мировним Уговором из Анкона из 1883, перуанска провинција Тарапака и боливијска Приморска провинција (данас под именом: Регион Антофагаста) су додељене Чилеу. Чиле је на 10 година окупирао провинције Тацна и Арика, после којих је народ на плебисциту требало да одлучи којој држави ће припасти ове провинције. Плебисцит није одржан, већ је 1929, уз посредовање САД, постигнут договор да Чиле задржи Арику, а да Перу преузме територију Тацне и добије 6 милиона америчких долара накнаде.
Боливија је 1884. потписала споразум којим је Чилеу препустила целу своју пацифичку обалу укључујући и провинцију Антофагаста. Овај договор је потврђен 1904. Чиле се обавезао да сагради железничку пругу од Ла Паза до луке Арика, и гарантовао слободан транзит боливијске робе кроз своју територију.
Пацифички рат је оставио дубоке трауматичне последице на боливијско и перуанско друштво. И дан данас, последице Пацифичког рата су актуелна тема у штампи и препрека у нормализовању дипломатских и економских односа са Чилеом.
Насупрот њима, за Чиле су последице рата биле веома погодне. Порески приходи државе су порасли за 900%, између 1879. и 1902, услед прихода од освојених рудом богатих територија. Међутим, да би одржао неутралност Аргентине током рата, Чиле је морао да одустане од својих територијалних захтева у Патагонији. Једна од последица рата била је пораст британског утицаја на чилеанску економију и политику.